# Pellegrino Tomaso Ronchi
Pellegrino Tomaso Ronchi (Riolo Terme, 19 de enero de 1930 – Perugia, 24 de octubre de 2018) fue un obispo católico italiano.

## Biografía
Fue ordenado sacerdote el 21 de marzo de 1953. Su primer nombramiento como obispo fue en la Diócesis de Porto-Santa Rufina el 7 de diciembre de 1984, recibiendo su consagración episcopal el 6 de enero de 1985 de manos del Papa Juan Pablo II. 
El 9 de noviembre de 1985 dimitió de su cargo por enfermedad. Más tarde fue nombrado obispo de la diócesis católica romana de Diócesis de Città di Castello el 7 de febrero de 1991. Ronchi se retiró como obispo el 16 de junio de 2007.